# NGC 403
NGC 403 (również PGC 4111 lub UGC 715) – galaktyka spiralna (S0-a), znajdująca się w gwiazdozbiorze Ryb. Odkrył ją Heinrich Louis d’Arrest 29 sierpnia 1862 roku.